# David Patrick Kelly
David Patrick Kelly (Detroit, 23 gennaio 1951) è un attore e musicista statunitense, noto principalmente per aver interpretato Luther ne I guerrieri della notte, Jerry Horne ne I segreti di Twin Peaks e T-Bird ne Il corvo.

## Biografia
Kelly è nato a Detroit. Figlio di Margaret Elizabeth Murphy Kelly (1915-2010) e Robert Corby Kelly Sr., ha 6 fratelli.

### Cinema
È apparso in numerosi film, recitando anche ruoli da protagonista. È diventato famoso per aver interpretato Luther nel cult movie del 1979 I guerrieri della notte, nel quale pronuncia la famosa frase "Guerrieri... giochiamo a fare la guerra?"; inoltre ha recitato nel ruolo di un altro personaggio di nome Luther nel film 48 ore del 1982. Ha interpretato vari ruoli in molti film, tra i quali Battaglione di disciplina (1987), Commando, Crooklyn, Cuore selvaggio, Il corvo - The Crow, Dreamscape, Le avventure di Ford Fairlane, Ancora vivo - Last Man Standing, K-PAX - Da un altro mondo, L'altra sporca ultima meta, John Wick e Flags of Our Fathers.

### Televisione
In televisione è apparso maggiormente nei panni del personaggio di Jerry Horne in I segreti di Twin Peaks, ma ha fatto apparizioni come ospite anche in Miami Vice, Moonlighting, Spenser, Ghostwriter, Squadra emergenza, Hack, Kidnapped, Law & Order, Law & Order: Criminal Intent e Gossip Girl.

### Teatro
A teatro Kelly ha recitato a Broadway e in molti teatri negli Stati Uniti d'America. È apparso di frequente nell'Hartford Stage Company di Hartford recitando come personaggio principale in Woyzeck e in Il Tartuffo, nei panni di Iago in Otello e di Hoss in Tooth Of Crime di Sam Shepard. Nell'American Repertory Theater a Cambridge ha recitato come protagonista nell'Enrico IV di Luigi Pirandello ed è comparso in un adattamento del classico cinese della dinastia Yuan Snow In June. A Broadway ha interpretato Feste nella produzione del Lincoln Center de La dodicesima notte. È apparso in quattro rappresentazioni del maestro avanguardista Richard Foreman: Pearls For Pigs, The Mind King, Film Is Evil/Radio Is Good e The Cure. Nel 1998 ha ricevuto un Obie Award.

### Musica
Come musicista e compositore si è esibito a New York in numerosi locali noti quali il Max's Kansas City, il Reno Sweeney, il CBGB, e il Lower Manhattan Ocean Club. Nel maggio 2008 ha pubblicato un album contenente la sua musica originale intitolato David Patrick Kelly: Rip Van Boy Man con nuove canzoni e registrazioni in diretta delle sue serate nei club del 1975.

## Vita privata
Ha ottenuto la Cintura nera di Secondo Dan (Nidan) nello stile del karate Seido Juko e pratica tre forme del Tai Chi (Chen, Yang e Palm).
Kelly è sposato con l'attrice e sceneggiatrice teatrale Juliana Francis dal 14 agosto 2005. La coppia ha una figlia, Margarethe Jane, nata nel 2008.

## Filmografia

### Cinema
- I guerrieri della notte (The Warriors), regia di Walter Hill (1979)
- Hammett - Indagine a Chinatown (Hammet), regia di Wim Wenders (1982)
- 48 ore (48 Hrs.), regia di Walter Hill (1982)
- Dreamscape - Fuga nell'incubo (Dreamscape), regia di Joseph Ruben (1984)
- Commando, regia di Mark L. Lester (1985)
- Battaglione di disciplina (The Misfit Brigade), regia di Gordon Hessler (1987)
- Cheap Shots, regia di Jerry Stoeffhaas e Jeff Ureles (1988)
- Con la morte non si scherza (Penn & Teller Get Killed), regia di Arthur Penn (1989)
- Cuore selvaggio (Wild at Heart), regia di David Lynch (1990)
- Le avventure di Ford Fairlane (The Adventures of Ford Fairlane), regia di Renny Harlin (1990)
- Malcolm X, regia di Spike Lee (1992)
- Exterior Night, regia di Mark Rappaport – cortometraggio (1993)
- Il corvo - The Crow (The Crow), regia di Alex Proyas (1994)
- Crooklyn, regia di Spike Lee (1994)
- Dolly's Restaurant (Heavy), regia di James Mangold (1995)
- Cafe Society, regia di Raymond De Felitta (1995)
- Amori e disastri (Flirting with Disaster), regia di David O. Russell (1996)
- Fratelli (The Funeral), regia di Abel Ferrara (1996)
- Ancora vivo - Last Man Standing (Last Man Standing), regia di Walter Hill (1996)
- Safe Sex - Tutto in una notte (Trojan War), regia di George Huang (1997)
- In Too Deep, regia di Michael Rymer (1999)
- Songcatcher, regia di Maggie Greenwald (2000)
- K-PAX - Da un altro mondo (K-PAX), regia di Iain Softley (2001)
- Personal Velocity - Il momento giusto (Personal Velocity: Three Portraits), regia di Rebecca Miller (2002)
- Justice, regia di Evan Oppenheimer (2003)
- L'altra sporca ultima meta (The Longest Yard), regia di Peter Segal (2005)
- Flags of Our Fathers, regia di Clint Eastwood (2006)
- Gardener of Eden - Il giustiziere senza legge (Gardener of Eden), regia di Kevin Connolly (2007)
- John Wick, regia di David Leitch e Chad Stahelski (2014)
- Chi-Raq, regia di Spike Lee (2015)
- John Wick - Capitolo 2 (John Wick: Chapter 2), regia di Chad Stahelski (2017)
- VFW, regia di Joe Begos (2019)

### Televisione
- Il santuario della paura (Sanctuary of Fear), regia di John Llewellyn Moxey – film TV (1979)
- American Playhouse – serie TV, episodio 1x14 (1982)
- Un salto nel buio (Tales from the Darkside) - serie TV, episodio 1x07 (1984)
- Miami Vice – serie TV, episodio 1x19 (1985)
- Moonlighting – serie TV, episodio 2x07 (1985)
- L'onore della famiglia (Our Family Honor) – serie TV, episodio 1x07 (1985)
- Spenser (Spenser: For Hire) – serie TV, episodio 2x16 (1987)
- ABC Afterschool Specials – serie TV, episodio 17x01 (1988)
- CBS Summer Playhouse – serie TV, episodio 3x02 (1989)
- I segreti di Twin Peaks (Twin Peaks) – serie TV, 9 episodi (1990-1991)
- A Marriage: Georgia O'Keeffe and Alfred Stieglitz, regia di Edwin Sherin – film TV (1991)
- Ghostwriter – serie TV, 4 episodi (1993)
- Twelfth Night, or What You Will, regia di Nicholas Hytner – film TV (1998)
- Innamorati pazzi (Mad About You) – serie TV, episodio 7x01 (1998)
- Hack – serie TV, episodio 1x02 (2002)
- Squadra emergenza (Third Watch) – serie TV, episodio 6x11 (2005)
- Babylon Fields, regia di Michael Cuesta – film TV (2007)
- Kidnapped – serie TV, episodio 1x12 (2007)
- Law & Order - I due volti della giustizia (Law & Order) – serie TV, episodio 18x06 (2008)
- Law & Order: Criminal Intent – serie TV, episodio 7x16 (2008)
- Gossip Girl – serie TV, episodi 2x05-2x10-5x03 (2008-2011)
- The Vampire Diaries - serie TV, episodi 4x05, 4x06 (2012)
- Louie – serie TV, episodi 1x04-1x07 (2010)
- La guerra di Madso (Madso's War), regia di Christopher Bertolini – film TV (2010)
- Law & Order - Unità vittime speciali (Law & Order: Special Victims Unit) – serie TV, episodio 12x12 (2011)
- Bored to Death - Investigatore per noia (Bored to Death) – serie TV, episodio 3x08 (2011)
- Twin Peaks – serie TV (2017)
- O.G. - Original Gangster (O.G.), regia di Madeleine Sackler - film TV (2018)
- Ray Donovan: The Movie, regia di David Hollander - film TV (2022)

## Doppiatori italiani
Nelle versioni in italiano delle opere in cui ha recitato, David Patrick Kelly è stato doppiato da:
- Vittorio Stagni ne I guerrieri della notte, Squadra emergenza, L'altra sporca ultima meta
- Carlo Valli in Commando, Ancora vivo - Last Man Standing, Ray Donovan: The Movie
- Luciano Roffi ne I segreti di Twin Peaks, Il corvo - The Crow, Twin Peaks (2017)
- Giorgio Lopez in Law & Order - Unità vittime speciali, Blue Bloods
- Mauro Gravina in 48 ore
- Marco Mete in Fratelli
- Franco Zucca in Law & Order - I due volti della giustizia
- Luca Dal Fabbro in K-PAX - Da un altro mondo
- Mario Brusa in Law & Order: Criminal Intent
- Mino Caprio in Louie
- Dante Biagioni in John Wick
- Maurizio Scattorin in Feed The Beast
- Gianni Giuliano in O.G. - Original Gangster